# Oskar Heimstädt

Zeitgenössische Darstellung des von Heimstädt entwickelten ersten Fluoreszenzmikroskops. Links die große Beleuchtungseinrichtung, rechts das eigentliche Mikroskop. Dazwischen eine Quarzlinse mit 70 mm Durchmesser und 150 mm Brennweite sowie die Filterküvette.

Oskar Gustav Heimstädt (* 5. Januar 1879 in Berlin; † 26. Juli 1944 in Wien) war der Entwickler des ersten Fluoreszenzmikroskops.

## Leben und Wirken
Heimstädt ging in seiner Heimatstadt Berlin bei der Optischen Anstalt C. P. Goerz in die Lehre, wo er von Emil von Höegh in die Mathematik der Optik eingeführt wurde. 1902 ging er zum Wiener Mikroskophersteller Karl Reichert, bei dem er die Leitung des Rechen- und Konstruktionsbüros übernahm. In den nächsten 30 Jahren war er in die meisten Neuerungen seines Arbeitgebers involviert, darunter auch photographische Objektive und Metallmikroskope.
Er entwickelte das erste für diesen Zweck hergestellte Fluoreszenzmikroskop, das 1911 von Reichert vorgestellt wurde. Noch im gleichen Jahr veröffentlichte er eine wissenschaftliche Arbeit über das Gerät.

## Quelle
- Dieter Gerlach: Geschichte der Mikroskopie. Verlag Harri Deutsch, Frankfurt am Main 2009, ISBN 978-3-8171-1781-9, S. 641.
- Rudolf Vierhaus: Deutsche Biographische Enzyklopädie. 2. Auflage. Band 4 (Görres-Hittorp). K. G. Saur, München 2006 (books.google.de).
- Alfred Grabner: Oskar Heimstädt. In: Neue Deutsche Biographie (NDB). Band 8, Duncker & Humblot, Berlin 1969, ISBN 3-428-00189-3, S. 278 (Digitalisat).

## Einzelnachweis
1. ↑  Oskar Heimstädt: Das Fluoreszenzmikroskop. In: Zeitschrift für wissenschaftliche Mikroskopie. Band 28, 1911, S. 330–337 (online).

| Personendaten    | Personendaten                                                  |
| ---------------- | -------------------------------------------------------------- |
| NAME             | Heimstädt, Oskar                                               |
| ALTERNATIVNAMEN  | Heimstädt, Oskar Gustav (vollständiger Name)                   |
| KURZBESCHREIBUNG | deutscher Optotechniker und Mikroskopentwickler, tätig in Wien |
| GEBURTSDATUM     | 5. Januar 1879                                                 |
| GEBURTSORT       | Berlin                                                         |
| STERBEDATUM      | 26. Juli 1944                                                  |
| STERBEORT        | Wien                                                           |